# Angeredsbron
Angeredsbron är en cirka 50 meter hög och 930 meter lång bro över E6, Göta älv, E45 och Norge/Vänerbanan. Bron går mellan Hisings Kärra och Gårdsten i Göteborg längs väg E6.20. Den fria höjden över E6 är 35 meter, segelfri höjd över Göta älv 47 meter och den fria bredden är 16,95 meter som fördelas på tre körfält samt en skyddad dubbelriktad bana för fotgängare, cyklister och mopedister. Facken mellan pelarna är cirka 130 meter långa. Bron beräknades från början få en trafikintensitet på cirka 10 000 fordon per dygn, med en möjlig ökning till 15 000—20 000 allteftersom olika etapper av motorringen byggdes ut. Under år 2007 har trafiken legat på cirka 11 500 fordon per dygn. Genom Gårdstensberget sprängdes en cirka 245 meter lång tunnel för körbana samt separat gång-, cykel- och mopedbana.   
Angeredsbron invigdes den 2 december 1978, då kommunfullmäktiges ordförande Olle Jansson klippte banden. Genom Angeredsbrons tillkomst försvann en 300-årig trafikled, Nyebro färja. 
Bron byggdes på tre år av Skånska Cementgjuteriet AB, till en kostnad av 75 miljoner, där staten bidrog med 56 miljoner. Kontraktsumman var 29 miljoner. Från början hade man tänkt sig två parbroar med sammanlagt sex körfält.
Arbetsnamnet på bron var Agnesbergsbron, men då den ingår i den stora Norrleden och är en huvudförbindelse till Angered fick den istället sitt nuvarande namn.

## Teknisk information
Mängden betong utgjorde cirka 20 000 kubikmeter, armering cirka 1 500 ton, spännarmering cirka 500 ton, antalet pålar cirka 800 stycken, pållängden är cirka 30 000 meter, och pållängderna varierar mellan 20 och 50 meter. Cirka 10 000 kubikmeter jord schaktades bort och cirka 10 000 kubikmeter sprängmassa. Höjden varierar mellan 21 och 50 meter. Plattorna är hårt armerade med så kallad buntad armering i flera lager och kyldes på grund av sin storlek under tiden närmast efter gjutningen av kylslingor där vatten cirkulerade. Brons lutning är cirka 3 %, räknat från öster. 

## Bilder

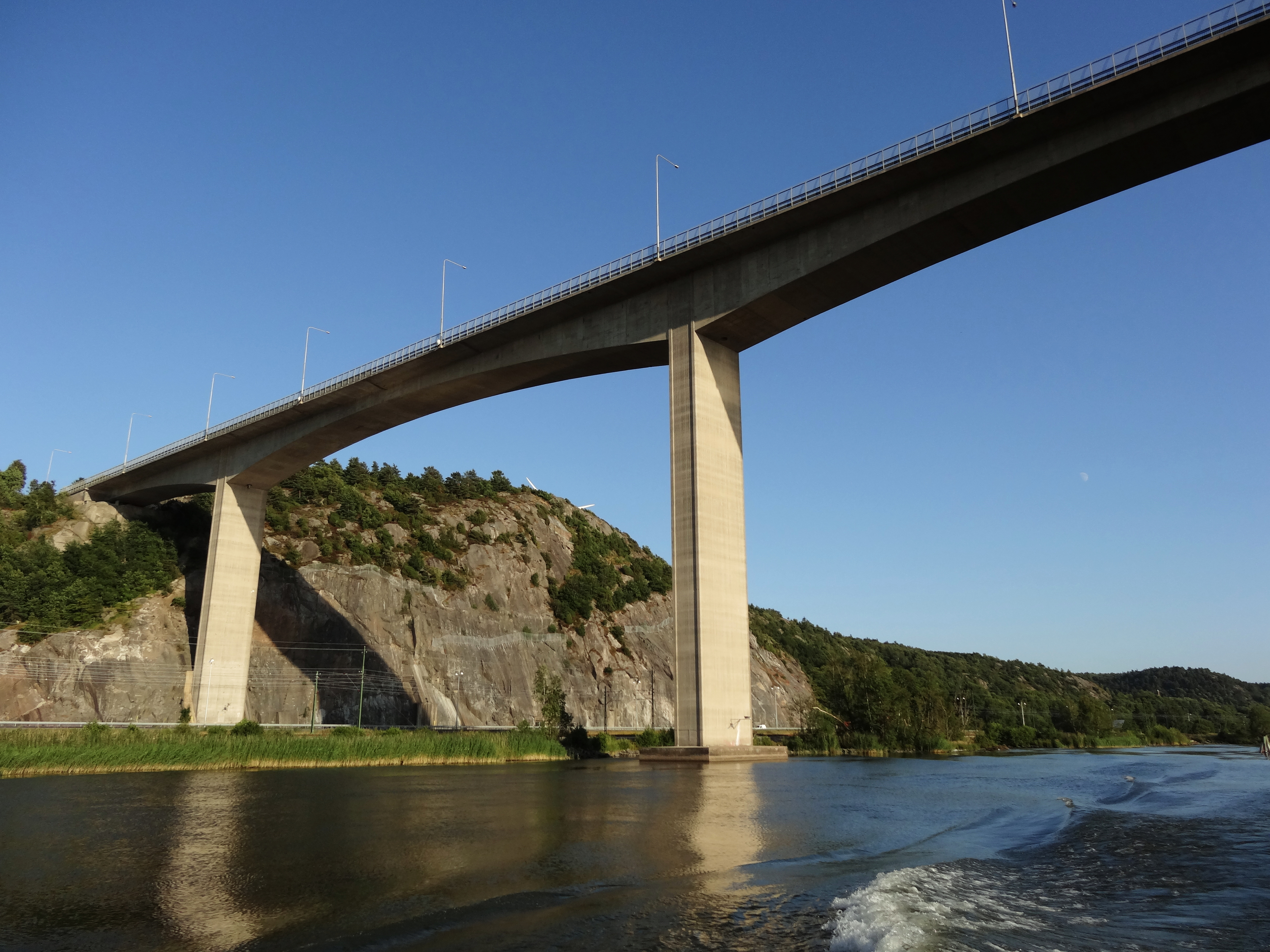
Angeredsbrons östra fäste.
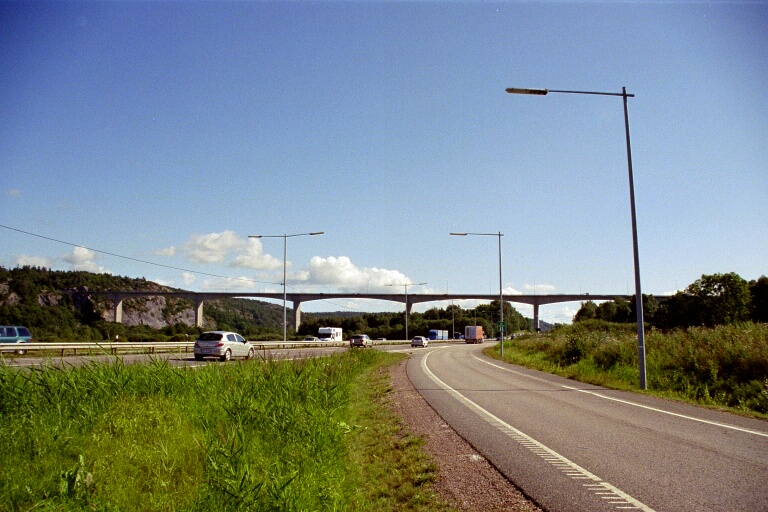
Angeredsbron från Kungälv.
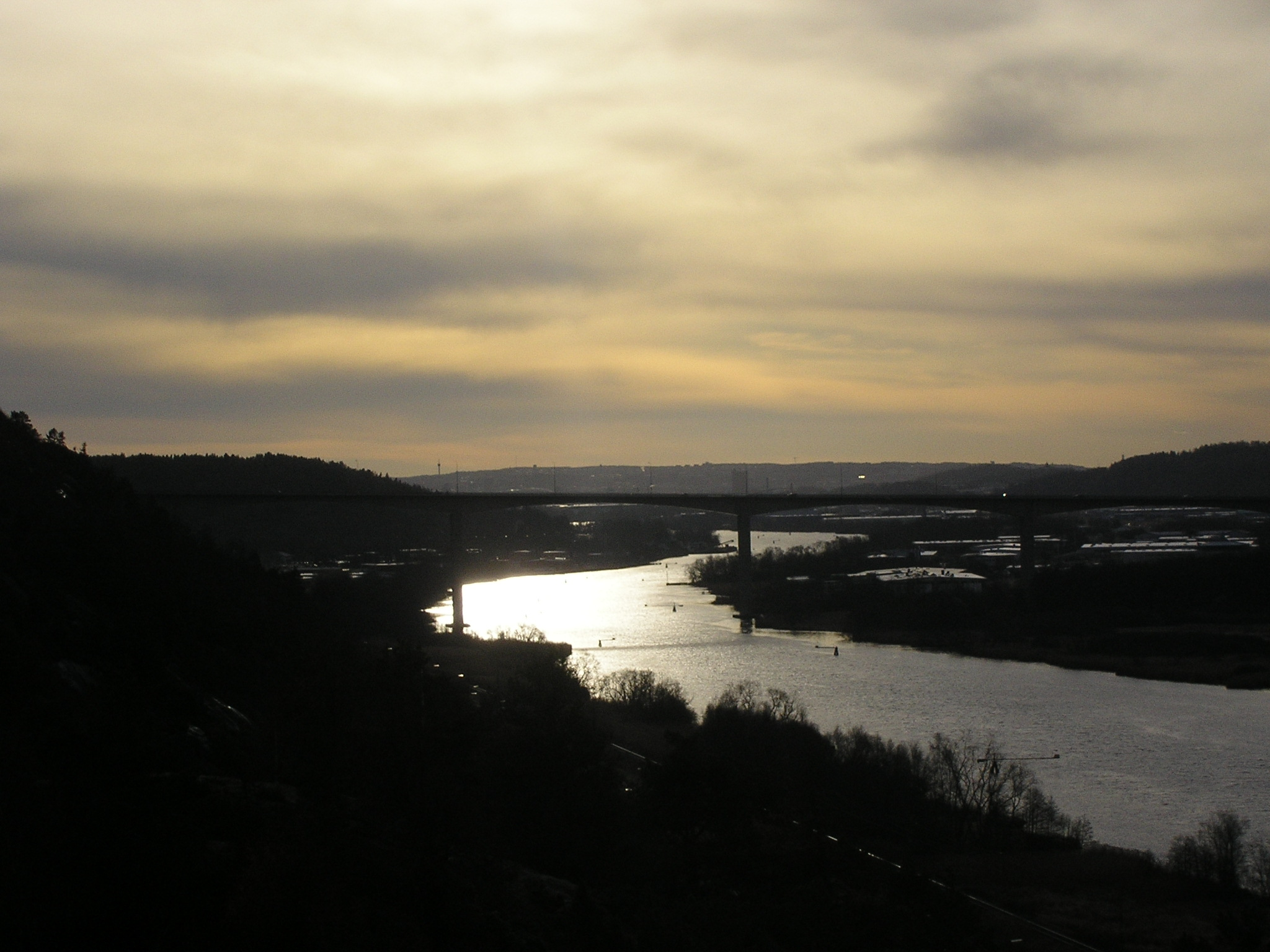
Angeredsbron från Kungälv.
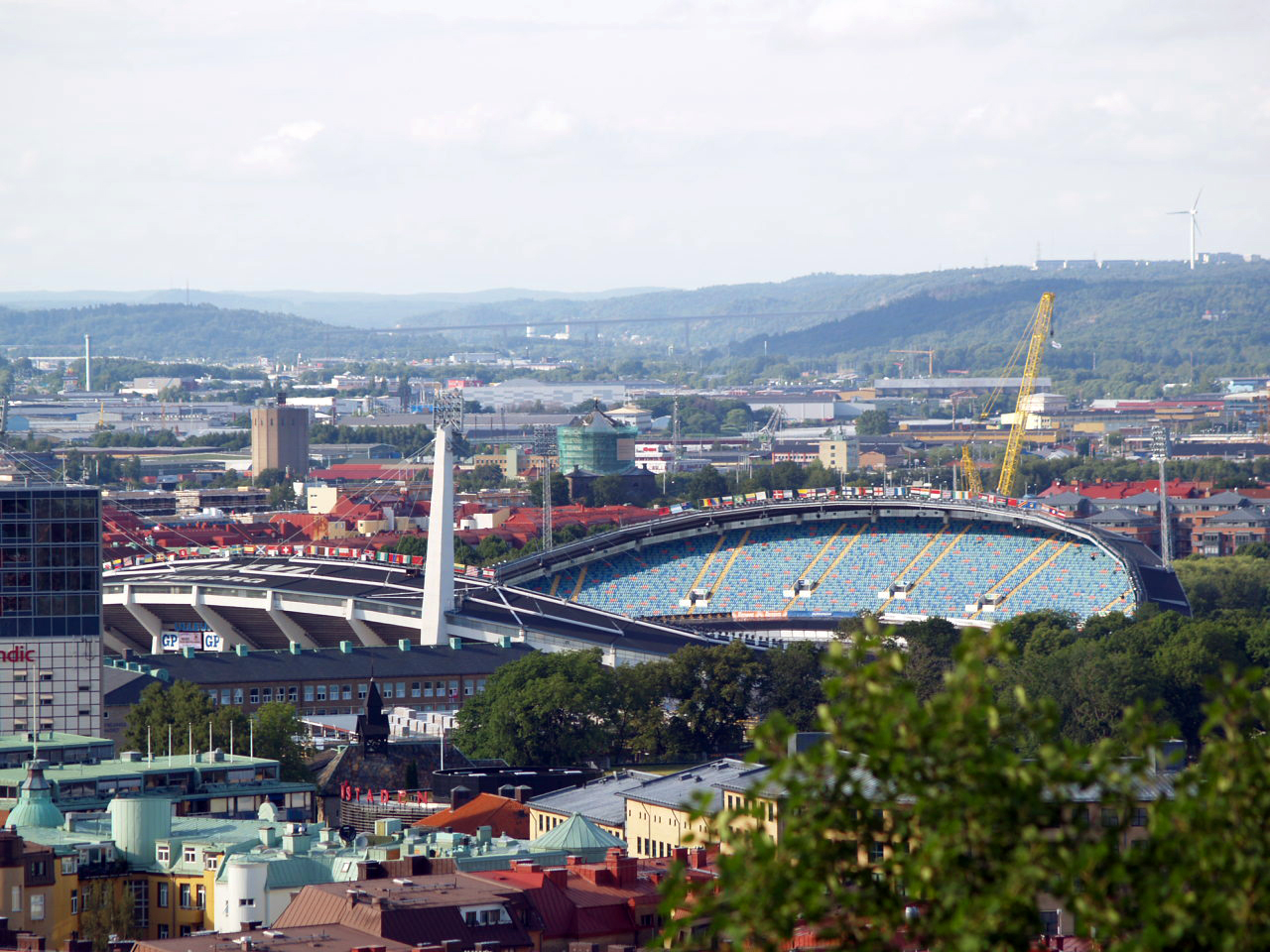
Angeredsbron i fjärran sedd från Johanneberg i centrala Göteborg. Ullevi syns förgrunden.